# Ахашверош
Ахашверош (івр. אֲחַשְׁוֵרוֹשׁ, трансліт. ʾĂḥašverōš) — невідомий перський або мідійський цар, один з персонажів біблійної Книги Естер. В деяких перекладах це ім'я передане також як «Ксеркс» та «Артаксеркс». Окрім Книги Естер, цей цар згадується також у біблійних книгах Даниїла, Ездри та неканонічній Книзі Товита.
Стосовно ідентифікації цього царя ведуться численні дискусії. В багатьох перекладах він вказаний як Ксеркс чи Артаксеркс. Ця ідентифікація здійснена на основі Книги Ездри, де один раз згадується цей цар. Проте в Книзі Естер події відбуваються набагато раніше, невдовзі після зруйнування Єрусалиму і депортації жителів Юдеї у Месопотамію у 586 році до н. е. (оскільки один з персонажів книги, Марходей, є депортованим юдеєм).
У Книзі Даниїла цар Ахашверош є батьком мідійського царя Дарія Мідянина. В неканонічній Книзі Товита Ахашверош — це мідійський цар, сучасник вавилонського царя Навуходоносора. В самій книзі Естер Ахашверош жодного разу не названий перським царем, а події відбуваються не в Персії, а в Мідії. Тому найбільш ймовірною є версія про те, що біблійний цар Ахашверош є невідомим мідійським царем, сучасником Навуходоносора, що правив у першій половині 6 ст. до н. е. Проте жодних небіблійних доказів існування цього царя не існує.